# Frauen-Bundesliga/Statistik und Wissenswertes
Die Liste der Statistiken und Wissenswertes der Frauen-Bundesliga gibt einen Überblick zu allerlei wissenswerten Fakten rund um die seit 1990 existierende Frauen-Bundesliga im Fußball.

## Spielerinnen

### Positivrekorde

#### Meiste Spiele

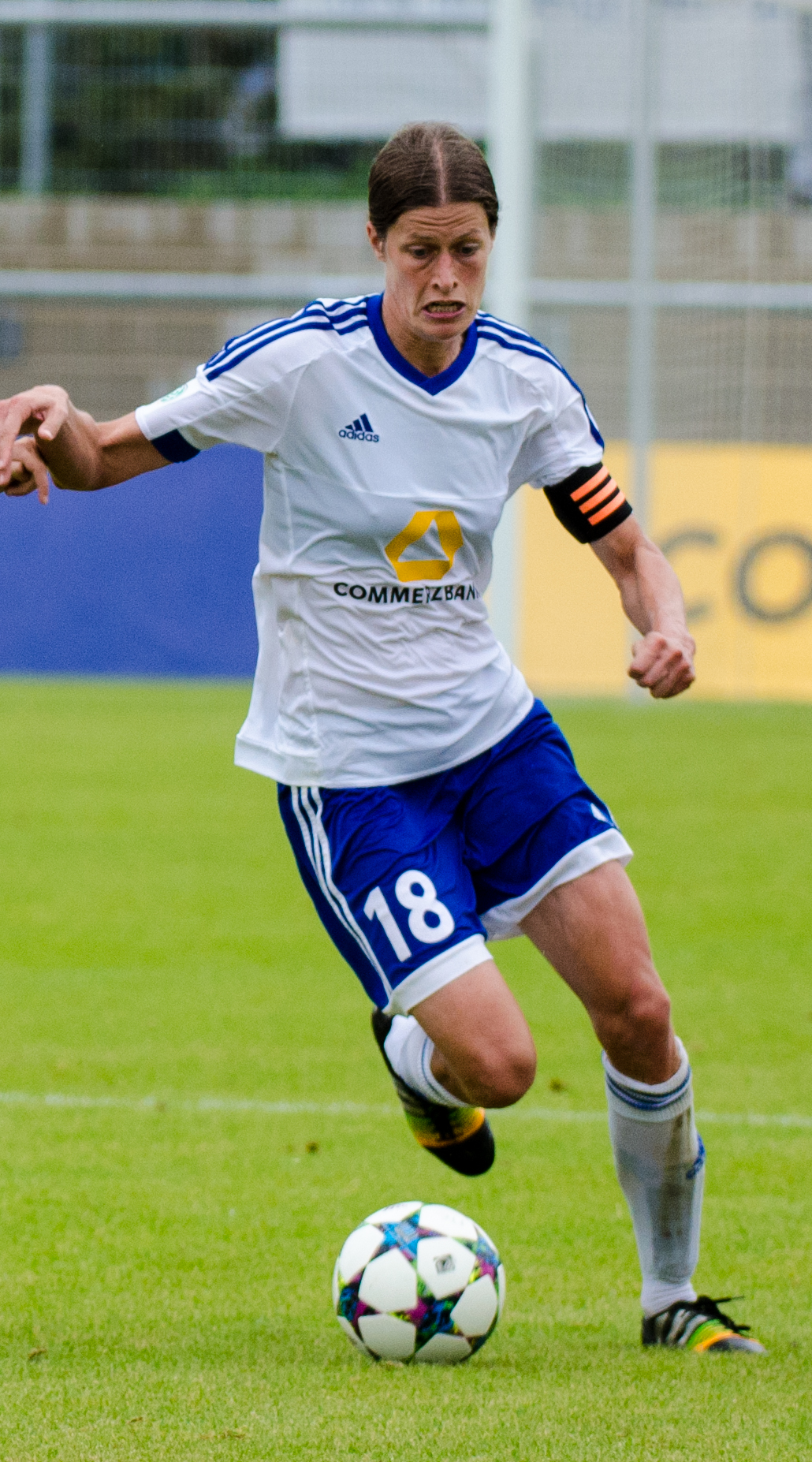
Die meisten Spiele in der eingleisigen Bundesliga: Kerstin Garefrekes

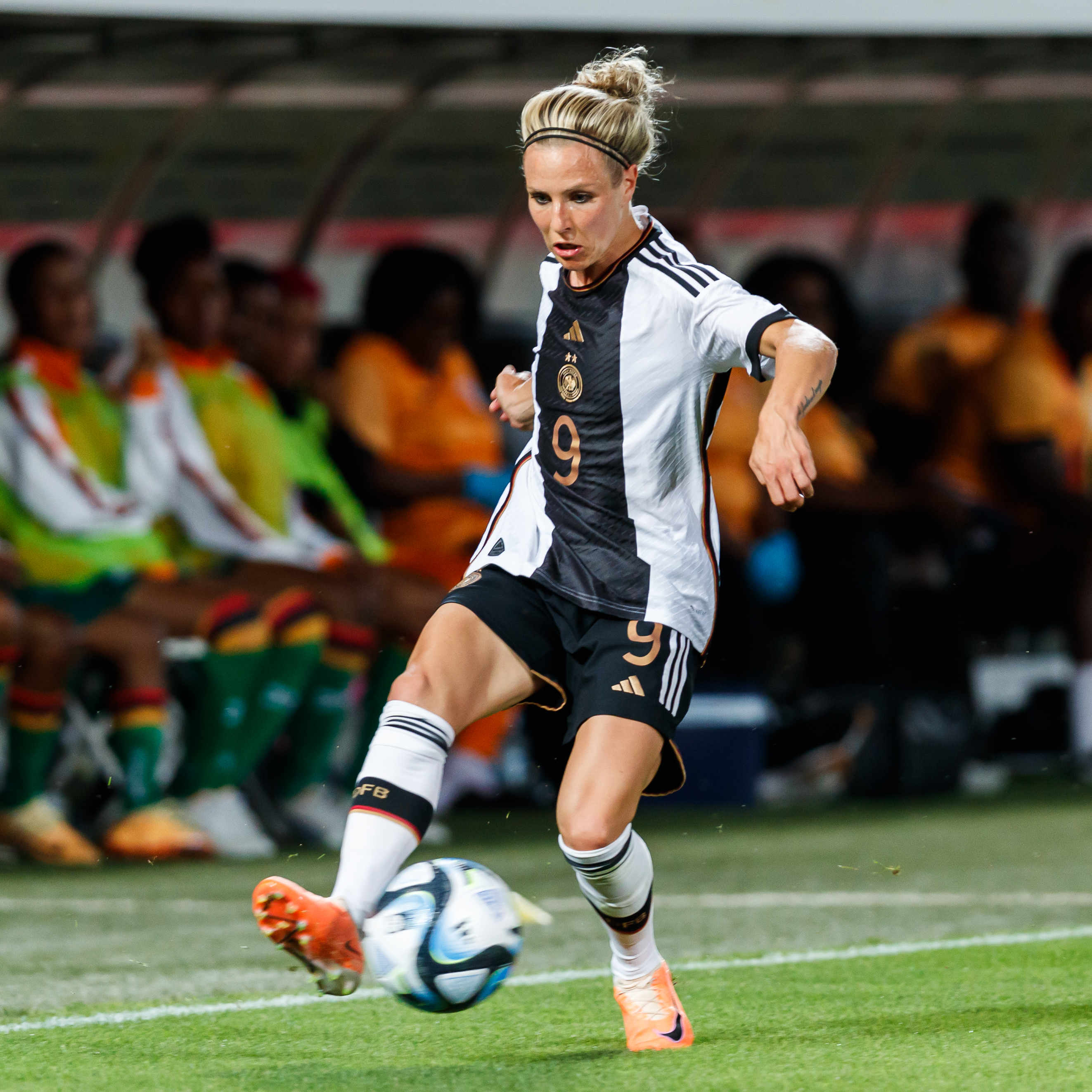
Svenja Huth ist eine von zwei aktiven Wolfsburgerinnen im 300er Club.

Die meisten Spiele der eingleisigen Bundesliga hat Kerstin Garefrekes gespielt. Die DFB-Daten sind leider auch nicht ganz vollständig in den frühen Jahren, lassen sich aber mit anderen Datenbanken auffüllen. Trotzdem wird hier keine genaue Platzierung angegeben.
Da pro Saison nur 22 Einsätze möglich sind, entspricht die Marke von 300 Spielen bei einer Stammspielerin ohne Verletzungen einer Zeitspanne von mehr als 14 Jahren.
| Spielerin                  | Spiele | Zeitraum  | Vereine (in Reihenfolge) |
| -------------------------- | ------ | --------- | --- |
| Melanie Hoffmann           | 389    | 1991–2013 | FC Rumeln-Kaldenhausen, FCR Duisburg, SGS Essen                                                                                           |
| Sandra Smisek              | 368    | 1993–2013 | FSV Frankfurt, FCR Duisburg, FSV Frankfurt, 1. FFC Frankfurt                                                                              |
| Kerstin Garefrekes         | 360    | 1998–2016 | FFC Heike Rheine, 1. FFC Frankfurt |
| Saskia Bartusiak           | 349    | 1998–2017 | FSV Frankfurt, 1. FFC Frankfurt |
| Anne van Bonn              | 337    | 2001–2020 | FCR 2001 Duisburg, 1. FC Lok Leipzig, FSV Gütersloh 2009, SC Sand                                                                         |
| Conny Pohlers              | 336    | 1997–2014 | 1. FFC Turbine Potsdam, 1. FFC Frankfurt, VfL Wolfsburg                                                                                   |
| Birgit Prinz               | 333    | 1992–2013 | FSV Frankfurt, 1. FFC Frankfurt, TSG 1899 Hoffenheim                                                                                      |
| Svenja Huth                | 320    | 2008–     | 1. FFC Frankfurt, Turbine Potsdam, VfL Wolfsburg                                                                                          |
| Kerstin Stegemann          | 318    | 1993–2009 | VfB Rheine, FC Eintracht Rheine, FFC Heike Rheine, FCR Duisburg, FFC Flaesheim-Hillen, FFC Heike Rheine, SG Wattenscheid 09, Herforder SV |
| Alexandra Popp             | 317    | 2008–     | FCR Duisburg, VfL Wolfsburg |
| Silke Rottenberg           | 313    | 1991–2008 | Grün-Weiß Brauweiler, TSV Siegen, Sportfreunde Siegen, FFC Brauweiler Pulheim, FCR Duisburg, 1. FFC Frankfurt                             |
| Martina Müller             | 310    | 1999–2015 | FSV Frankfurt, SC 07 Bad Neuenahr, VfL Wolfsburg                                                                                          |
| Peggy Kuznik               | 309    | 2002–2022 | 1. FFC Turbine Potsdam, SC 13 Bad Neuenahr, 1. FFC Frankfurt, 1. FC Köln                                                                  |
| Kathrin Hendrich           | 306    | 2010–2025 | Bayer 04 Leverkusen, 1. FFC Frankfurt, Bayern München, VfL Wolfsburg                                                                      |
| Sandra Minnert             | 306    | 1990–2008 | FSV Frankfurt, Sportfreunde Siegen, 1. FFC Frankfurt, SC 07 Bad Neuenahr                                                                  |
| Simone Laudehr             | 302    | 2003–2021 | Bayern München, FCR Duisburg, 1. FFC Frankfurt, Bayern München                                                                            |
| Stand: nach Saison 2024/25 |        |           | |

Anmerkung: Die Endrundenspiele um die Deutsche Meisterschaft während der zweigeteilten Zeit der Bundesliga sind nicht berücksichtigt.

#### Meiste Tore
Die meisten Tore der eingleisigen Liga schoss Inka Grings. Insgesamt 18 Spielerinnen trafen über 100 mal, darunter zwei Ausländerinnen. Siehe dafür obigen Artikel.
Spielerinnen mit den meisten Meistertiteln
1. Birgit Prinz (9 Meistertitel: 1995, 1998 mit dem FSV Frankfurt, 1999, 2001–2003, 2005, 2007, 2008 mit dem 1. FFC Frankfurt)
2. Babett Peter (8 Meistertitel: 2006, 2009–12 mit Turbine Potsdam, 2017–19 mit dem VfL Wolfsburg)
3. Katrin Kliehm, Nia Künzer, Renate Lingor, Pia Wunderlich, Tina Wunderlich (7 Meistertitel: 1999, 2001–2003, 2005, 2007, 2008 mit dem 1. FFC Frankfurt), Anna Blässe, Alexandra Popp (7 Titel mit dem VfL Wolfsburg: 2013, 2014, 2017–2020, 2022)
Am häufigsten Torschützenkönigin
1. Inka Grings (6 Titel: 1999, 2000, 2003, 2008–2010)
2. Heidi Mohr (5 Titel: 1991–1995)
3. Birgit Prinz (4 Titel: 1997, 1998, 2001, 2007)
Meiste Tore in einer Saison
1. Inka Grings (38 Tore, Saison 1999/2000, FCR 2001 Duisburg)
2. Heidi Mohr (36 Tore, Saison 1990/91, TuS Niederkirchen), Conny Pohlers (36 Tore, Saison 2005/06, 1. FFC Turbine Potsdam)
Meiste Tore in einem Spiel
7: Heidi Mohr (für den TuS Niederkirchen beim 8:1-Auswärtssieg gegen die SG Praunheim am 3. März 1991 und beim 12:2-Auswärtssieg gegen den TSV Battenberg am 6. März 1993)
6: Sandra Smisek, Inka Grings (für den FCR 2001 Duisburg beim 8:0-Sieg gegen den SC 07 Bad Neuenahr am 27. Februar 2005 und beim 12:0-Sieg gegen den FFC Brauweiler Pulheim am 18. März 2007), Genoveva Añonma (für den 1. FFC Turbine Potsdam beim 12:0-Sieg gegen den VfL Sindelfingen am 16. März 2014)
5: elfmal gelangen einer Spielerin fünf Tore in einer Partie, darunter dreimal Inka Grings (Stand: 1. August 2014)
Spielerinnen mit den meisten Elfmetertoren (seit 1997)
1. Birgit Prinz (21 Tore, 1997–2011)
2. Renate Lingor (19 Tore, 1997–2008)
3. Inka Grings (17 Tore, 1997–2011), Melanie Hoffmann (17 Tore, 1997–2013)
Erstes Tor der Bundesliga
Katja Bornschein am 2. September 1990 (nach 5 Minuten für den FSV Frankfurt gegen die TuS Binzen)
Erstes Tor der eingleisigen Bundesliga
Thekla Krause am 17. August 1997 (nach 2 Minuten für die Sportfreunde Siegen gegen die SG Praunheim)
Schnellste Tore in einem Spiel

1. Lucie Voňková (9,9 Sekunden, für den FF USV Jena gegen die SGS Essen am 7. Mai 2017)
2. Michaela Hetke (11 Sekunden, für den FFC Heike Rheine gegen den FSV Frankfurt am 6. September 1998)
3. Célia Šašić (13 Sekunden, für den 1. FFC Frankfurt gegen den SC Freiburg am 5. November 2014)
Torhüterin mit den meisten Spielminuten in Folge ohne Gegentor
Katja Kraus (1314 Minuten, 1. September 1996 bis 20. April 1997, FSV Frankfurt)

### Negativrekorde
Spielerinnen mit den meisten Eigentoren (seit 1997)
1. Melanie Klein (4 Eigentore, bis 2004)
2. Tamar Dongus (3 Eigentore, seit 2012), Petra Hauser (3 Eigentore, bis 2004), Carolin Schiewe (3 Eigentore, seit 2004)

## Vereine

### Allgemeines
- Als einziger Verein ist Eintracht Frankfurt mit dem in ihn aufgegangenem Verein 1. FFC Frankfurt (bis 1999: SG Praunheim) ununterbrochen seit Gründung der Bundesliga dabei.
- Eintracht Frankfurt ist seit 34 Spielzeiten (davon acht als SG Praunheim und 22 als 1. FFC Frankfurt) in der Bundesliga vertreten. Hier folgen der VfL Wolfsburg (32 Spielzeiten, davon sechs als VfR Eintracht Wolfsburg und fünf als WSV Wolfsburg), 1. FFC Turbine Potsdam (29 Spielzeiten, davon fünf als SSV Turbine Potsdam), MSV Duisburg (29 Spielzeiten, davon vier als FC Rumeln-Kaldenhausen, vier als FCR Duisburg und zwölfeinhalb als FCR 2001 Duisburg) und der FC Bayern München (26 Spielzeiten).
- Von den derzeitigen zwölf Bundesligisten sind Eintracht Frankfurt, die SGS Essen (seit 2004), die TSG 1899 Hoffenheim (seit 2013) und RB Leipzig (seit 2023) noch nie abgestiegen.
- In der Frauen-Bundesliga spielten bisher 52 Vereine (Vereinsumbenennungen, Vereinsübertritte und Fusionen sind hierbei berücksichtigt).
- Der FSV Frankfurt konnte in der Saison 1994/95 alle Spiele gewinnen und hält damit auch den Rekord für den besten Saisonstart.
- Zwei Vereine haben dagegen alle ihre Saisonspiele verloren. Der 1. FC Neukölln verlor in der Saison 1990/91 alle 18, der FFC Brauweiler Pulheim 2000 (heute 1. FC Köln) in der Saison 2006/07 alle 22 Spiele.
- Drei Vereine schafften es bisher, alle ihre Auswärtsspiele in einer Saison zu gewinnen. Als erstes gelang dem TSV Siegen 1992/93 dieser Coup. Wiederholen konnten dies der FSV Frankfurt (1994/95) und Grün-Weiß Brauweiler (1996/97, heute 1. FC Köln).
- Neunmal blieb eine Mannschaft in einer Saison ungeschlagen. Der 1. FFC Frankfurt, der FSV Frankfurt, der TSV Siegen und der FC Bayern München schafften dieses Kunststück je zweimal, der VfL Wolfsburg einmal.
- Den Rekord für die längste Serie von Ligaspielen ohne Niederlagen hält der FC Bayern München mit 44 Ligaspielen (vom 6. Spieltag der Saison 2022/23 bis zum 5. Spieltag der Saison 2024/25). Auch die vorherige Rekordmarke hielten die Münchnerinnen (40 Ligaspiele vom 22. Spieltag der Saison 2013/14 bis zum 17. Spieltag der Saison 2015/16). Der VfL Wolfsburg erreichte nach einer Niederlage gegen Bayern München am 14. Spieltag der Saison 2018/19 38 Ligaspiele ohne Niederlage, bevor sie am 9. Spieltag der Saison 2020/21 wieder gegen Bayern München verloren.
- Der tiefste Sturz eines amtierenden Meisters legte der FSV Frankfurt hin. Nach der Meisterschaft 1998 wurden die Bornheimerinnen in der nächsten Saison Fünfter und sammelten 27 Punkte weniger als im Vorjahr. Erst am letzten Spieltag konnte sich die Mannschaft aus dem Abstiegskampf befreien.

Stand: 3. Spieltag der Saison 2024/25

### Auf- und Absteiger
- Rekordaufsteiger sind der 1. FC Köln (2015, 2017, 2019, 2021) und der Hamburger SV (1997, 2001, 2003, 2025) mit jeweils vier Aufstiegen.
- Andersherum sind der 1. FC Saarbrücken, der SC 07 Bad Neuenahr und der FF USV Jena bzw. FC Carl Zeiss Jena mit je vier Abstiegen Rekordhalter.
- Zwischen 1991 und 1997 stieg der SC 07 Bad Neuenahr dreimal ab und dreimal auf. Der 1. FC Köln stieg zwischen 2015 und 2021 viermal auf und dreimal ab.
- Die Mannschaft mit der längsten Bundesliga-Abstinenz ist der 1. FC Nürnberg. Im Jahre 2023 schafften die Fußballerinnen aus Franken nach 23 Jahren die Rückkehr in die Bundesliga.
- Bester Aufsteiger aller Zeiten war Grün-Weiß Brauweiler. In der Saison 1991/92 belegten die Rheinländerinnen in der Nordgruppe den zweiten Platz und wurden später Vizemeister.

### Zuschauer
- Die höchste Zuschauerzahl wurde bei der Partie 1. FC Köln gegen Eintracht Frankfurt verzeichnet. Am 18. Spieltag der Saison 2022/23 kamen 38.365 Zuschauer in das RheinEnergieStadion.[13]
- Die niedrigste Zuschauerzahl erreichte der KBC Duisburg. Deren letztes Heimspiel in der Saison 1993/94 verfolgten fünf Zuschauer.
- Die höchste Zuschauerzahl in einer Saison wurde in der Saison 2023/24 verzeichnet. Insgesamt kamen 379.686 Zuschauer zu den 132 Spielen.[14]
- Den höchsten Zuschauerschnitt eines Teams erzielte Eintracht Frankfurt in der Saison 2022/23 mit 5.823 Besuchern pro Spiel.[15]

## Tore

Spielergebnisse der Fußball-Bundesliga der Frauen

- Die meisten Tore pro Spiel fielen in der Saison 2005/06. 623 Tore fielen in den 132 Spielen, was einen Schnitt von 4,72 bedeutete.
- Die wenigsten Tore pro Spiel fielen in der Saison 1991/92. In 220 Spielen fielen 629 Tore; der Schnitt lag bei 2,86.
- Die höchste Anzahl an Toren, mit der eine Mannschaft noch verlor, ist fünf. In der Saison 2003/04 verlor der FFC Brauweiler Pulheim mit 5:6 beim FFC Heike Rheine.

### Mannschaften
- Die meisten Tore in einer Saison erzielte der 1. FFC Turbine Potsdam. In der Saison 2005/06 erzielten die „Torbienen“ insgesamt 115 Treffer.
- Grün-Weiß Brauweiler schaffte es als bisher einzige Mannschaft, in einer Saison zweimal auswärts zehn Tore zu erzielen. In der Saison 1994/95 gewann Brauweiler mit 11:0 in Potsdam und mit 10:0 in Wattenscheid.
- In der Saison 2005/06 erzielte der FCR 2001 Duisburg in einer Saison dreimal mindestens neun Tore auswärts. In Bad Neuenahr und Brauweiler gewannen die „Löwinnen“ mit je 9:1, in Sindelfingen mit 10:0.
- Die beste Tordifferenz erzielte der 1. FFC Turbine Potsdam (+ 102, Saison 2005/06). In der gleichen Saison wies der FSV Frankfurt eine Tordifferenz von −137 auf.

### Spiele
- Die meisten Tore in einem Spiel fielen bei der Begegnung 1. FFC Frankfurt – FSV Frankfurt. Die Heimmannschaft gewann mit 17:0.
- 36 Mal konnte eine Mannschaft zweistellig gewinnen. Den Rekord halten der 1. FFC und der FSV Frankfurt mit je sieben zweistelligen Siegen. Es folgen der FFC Brauweiler Pulheim und der FCR 2001 Duisburg mit je fünf zweistelligen Siegen.
- Drei Mannschaften teilen sich den Rekord für die meisten zweistelligen Niederlagen. Der KBC Duisburg, die SG Hillen und der FSV Frankfurt haben je viermal zweistellig verloren.
- Der KBC Duisburg, der FSV Frankfurt und der 1. FFC Turbine Potsdam sind die drei Vereine, die sowohl zweistellig gewinnen konnten als auch verlieren mussten.
- Der FSV Frankfurt konnte als bisher einziger Verein zweimal in einer Spielzeit dreimal zweistellig gewinnen. Dagegen musste der KBC Duisburg seine vier zweistelligen Niederlagen in einer Saison hinnehmen.

## Trainer
- Rekordmeister als Trainer ist Bernd Schröder mit sechs Titeln.